# Liste der Biografien/Hane
Liste der Biografien |
Portal Biografien |
Personensuche
# |
A |
B |
C |
D |
E |
F |
G |
H |
I |
J |
K |
L |
M |
N |
O |
P |
Q |
R |
S |
T |
U |
V |
W |
X |
Y |
Z |
?
 
Ha |
Hd |
He |
Hi |
Hj |
Hk |
Hl |
Hm |
Hn |
Ho |
Hr |
Hs |
Ht |
Hu |
Hv |
Hw |
Hy
 
Haa |
Hab |
Hac |
Had |
Hae–Haf |
Hag |
Hah |
Hai |
Haj |
Hak |
Hal |
Ham |
Han |
Hao |
Hap |
Haq |
Har |
Has |
Hat |
Hau |
Hav |
Haw |
Hax |
Hay |
Haz
 
Hana |
Hanb |
Hanc |
Hand |
Hane |
Hanf |
Hang |
Hanh |
Hani |
Hanj |
Hank |
Hanl |
Hanm |
Hann |
Hano |
Hanp |
Hanq |
Hanr |
Hans |
Hant |
Hanu |
Hanv |
Hanw |
Hanx |
Hany |
Hanz
Die Liste der Biografien führt alle Personen auf, die in der deutschsprachigen Wikipedia einen Artikel haben. Dieses ist eine Teilliste mit 140 Einträgen von Personen, deren Namen mit den Buchstaben „Hane“ beginnt.

## Hane
- Hane, Hendrik (* 2000), deutscher Eishockeytorwart
- Häne, Jakob (1913–1978), Schweizer Kunstmaler
- Häne, Johannes (1862–1931), Schweizer Historiker und Geschichtslehrer
- Hane, Katherina († 1444), deutsche Frau, die aufgrund des Vorwurfs der Schadenszauberei hingerichtet wurde
- Hane, Khady (* 1962), senegalesische Autorin
- Hane, Konrad (1809–1880), römisch-katholischer Geistlicher, Bistumsverweser
- Hane, Philipp Friedrich (1696–1774), deutscher evangelischer Theologe und Kirchenhistoriker

### Haneb
- Hanebal, Wilhelm (1905–1982), deutscher Bildhauer
- Hanebeck, Gerd (1939–2017), deutscher Maler, Grafiker und Objektkünstler
- Hanebeck, Hans (1901–1990), deutscher Jurist
- Hanebeck, Jochen (* 1968), deutscher Elektrotechniker und Manager
- Hanebeck, Patricia (* 1986), deutsche FußballspielerinPatricia Hanebeck (* 1986)

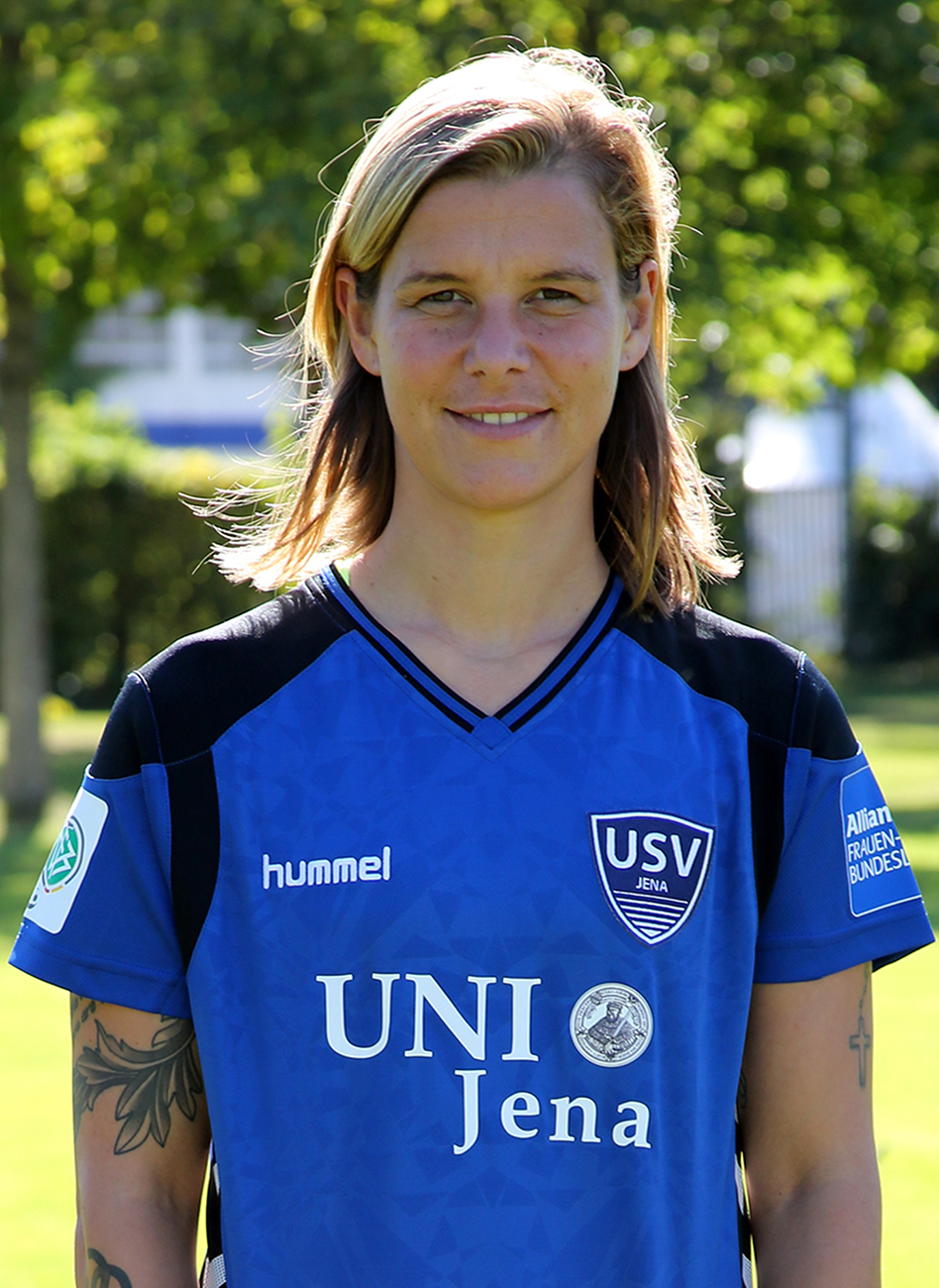
Patricia Hanebeck (* 1986)

- Haneberg, Daniel Bonifaz von (1816–1876), deutscher Bischof, Abt, Theologe und Orientalist
- Hanebuth, Christian (1911–1972), deutscher Politiker (SPD), MdA
- Hanebuth, Frank (* 1964), deutscher Hells Angel der Hamburger Halbwelt
- Hanebuth, Jasper († 1653), Räuber
- Hanebuth, Otto (1911–1988), deutscher Sportwissenschaftler
- Hanebutt-Benz, Eva-Maria (* 1947), deutsche Kunsthistorikerin und Direktorin des Mainzer Gutenberg-Museums

### Hanec
- Hänecke, Marianne (1930–2017), deutsche Politikerin (CDU), MdBB

### Haned
- Haneda, Kenji (* 1981), japanischer Fußballspieler
- Haneda, Kentarō (1949–2007), japanischer Komponist und Klavierspieler
- Haneda, Kento (* 1997), japanischer Fußballspieler
- Haneda, Masayoshi (* 1976), japanischer Schauspieler
- Haneda, Takuya (* 1987), japanischer Kanute
- Haneda, Tōru (1882–1955), japanischer Historiker
- Haneder, Hermann (* 1952), österreichischer Arbeiterkammerfunktionär
- Hanedoes, Louwrens (1822–1905), niederländischer Landschaftsmaler und Radierer

### Hanee
- Haneef, Gul (* 1941), pakistanischer Diplomat
- Haneef-Park, Tayyiba (* 1979), US-amerikanische Volleyballspielerin
- Haneen Al-Sayegh (* 1986), drusische Schriftstellerin

### Hanef
- Hanefeld, Jens (* 1964), deutscher Diplomat
- Hanefeld, Markolf (* 1935), deutscher Internist, Endokrinologe und Hochschullehrer
- Hanefeld, Wolfgang (1941–2024), deutscher pharmazeutischer Chemiker und Hochschullehrer
- Hanefeldt, Joseph (* 1958), US-amerikanischer Geistlicher, Bischof von Grand Island

### Haneg
- Hanegbi, Haim (1935–2018), israelischer Politiker und Publizist
- Hanegem, Willem van (* 1944), niederländischer Fußballspieler und -trainer
- Hanegraaf, Jacques (* 1960), niederländischer Radrennfahrer
- Hanegraaff, Wouter J. (* 1961), niederländischer Kulturhistoriker und Religionswissenschaftler

### Hanei
- Haneine, Luis, mexikanischer Fußballspieler

### Hanek
- Hanek, Janis (* 1999), deutscher Fußballspieler
- Hanek, János (* 1937), ungarischer Fußballspieler
- Hanek, Michal (* 1980), slowakischer Fußballspieler
- Hanekamp, Tino (* 1979), deutscher Journalist, Schriftsteller und Clubbesitzer
- Haneke, David (* 1965), österreichischer Regisseur und Filmemacher
- Haneke, Fritz (1906–1989), deutscher Schauspieler und Theaterdirektor
- Haneke, Michael (* 1942), österreichischer Theater- und Filmregisseur, Drehbuchautor und FilmkritikerMichael Haneke (* 1942)

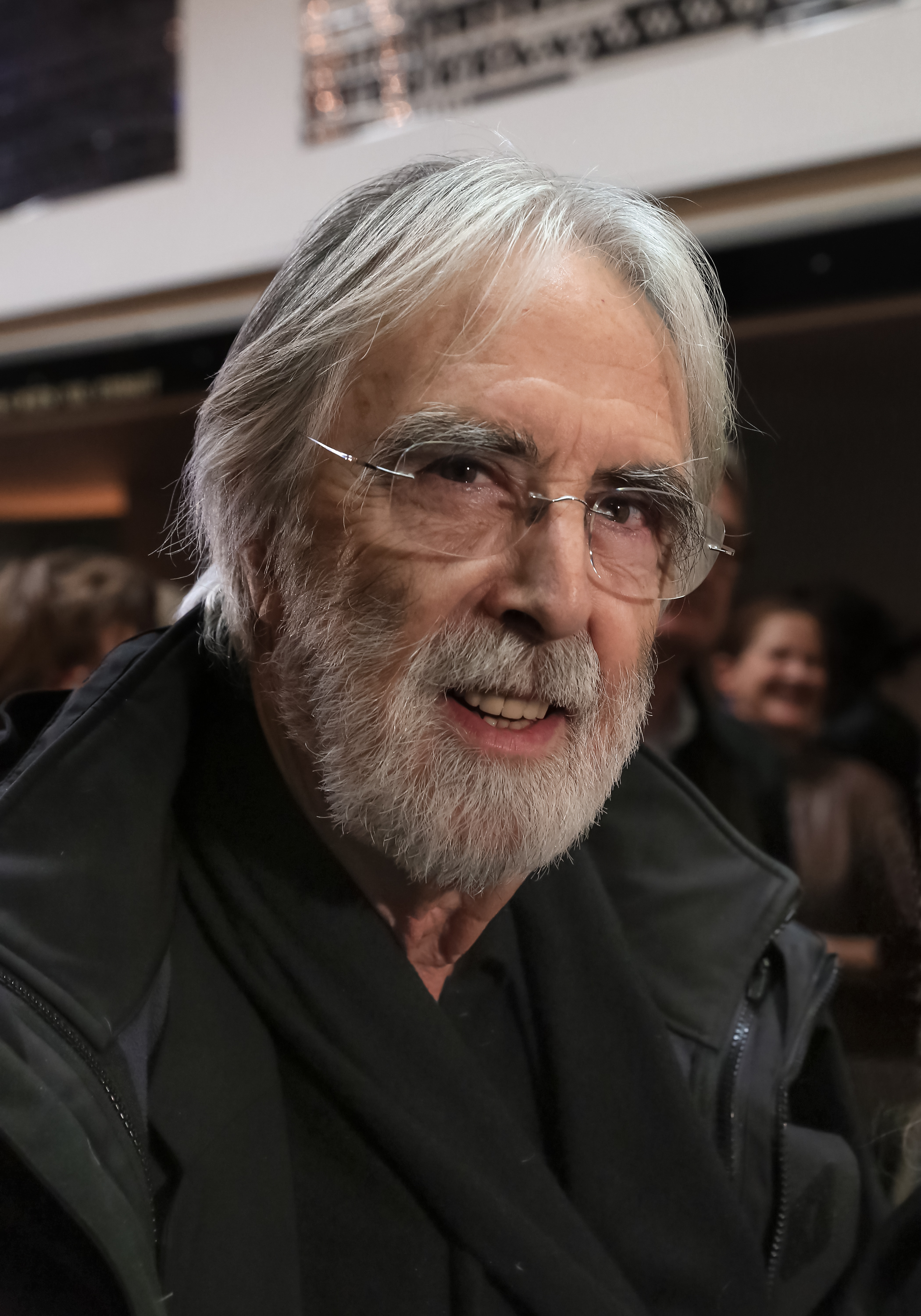
Michael Haneke (* 1942)

- Haneklaus, Silvia Hildegard (* 1959), deutsche Agrarwissenschaftlerin
- Hanekom, Derek (* 1953), südafrikanischer Politiker
- Hanekom, Gert (1930–1999), namibischer Politiker
- Hanekom, Hermann Albert (* 1940), südafrikanischer Diplomat
- Hanekom, Lindsay (* 1993), südafrikanischer Hürdenläufer

### Hanel
- Hänel, Albert (1833–1918), deutscher Jurist und Politiker (SFV, DFP), MdR
- Hänel, Albert (1884–1966), deutscher Holzschnitzer und Staatspreisträger
- Hänel, Alexandra (* 1974), deutsche Schwimmerin
- Hänel, Andreas (* 1958), deutscher Manager, Vorstandsvorsitzender der Phoenix Solar AG
- Hanel, Arnold (1831–1910), deutscher Architekt und Baubeamter
- Hanel, Birgitte (* 1954), dänische Ruderin
- Hänel, Christian Heinrich (1715–1777), deutscher Mediziner, Generalstabsmedicus und Leibarzt der Kurfürsten von Sachsen
- Hänel, Eduard (1804–1856), Buchdrucker und Schriftgießer
- Hänel, Erich (1915–2003), deutscher Fußballspieler
- Hänel, Erik (* 1984), deutscher Skilangläufer
- Hanel, Erika (1916–1965), österreichische Journalistin, Schriftstellerin, Übersetzerin und Literaturfunktionärin
- Hanel, Fritz (1908–1994), deutscher evangelischer Kirchenbeamter, Bühnenbildner, Buchillustrator, Grafiker und Kunstmaler
- Hänel, Georg (1879–1945), deutscher Landschafts- und Tiermaler sowie Gebrauchsgraphiker
- Hänel, Georg (1883–1936), Landtagsabgeordneter Waldeck
- Hänel, Gustav Friedrich (1792–1878), deutscher Jurist und Rechtshistoriker
- Hänel, Heinz (* 1955), deutscher Zoologe und Parasitologe
- Hanel, Helga (* 1937), österreichische Skirennläuferin
- Hanel, Hermine (1874–1944), böhmisch-deutsche Schriftstellerin
- Hänel, Horst (1926–2002), deutscher Fußballspieler
- Hanel, Josef (1865–1940), deutscher Fotograf und Mykologe
- Hänel, Karin (* 1957), deutsche Weitspringerin
- Hänel, Klaus (1936–2016), deutscher Fußballspieler
- Hänel, Kristina (* 1956), deutsche Fachärztin für Allgemeinmedizin, Psychotherapeutin und NotfallmedizinerinKristina Hänel (* 1956)

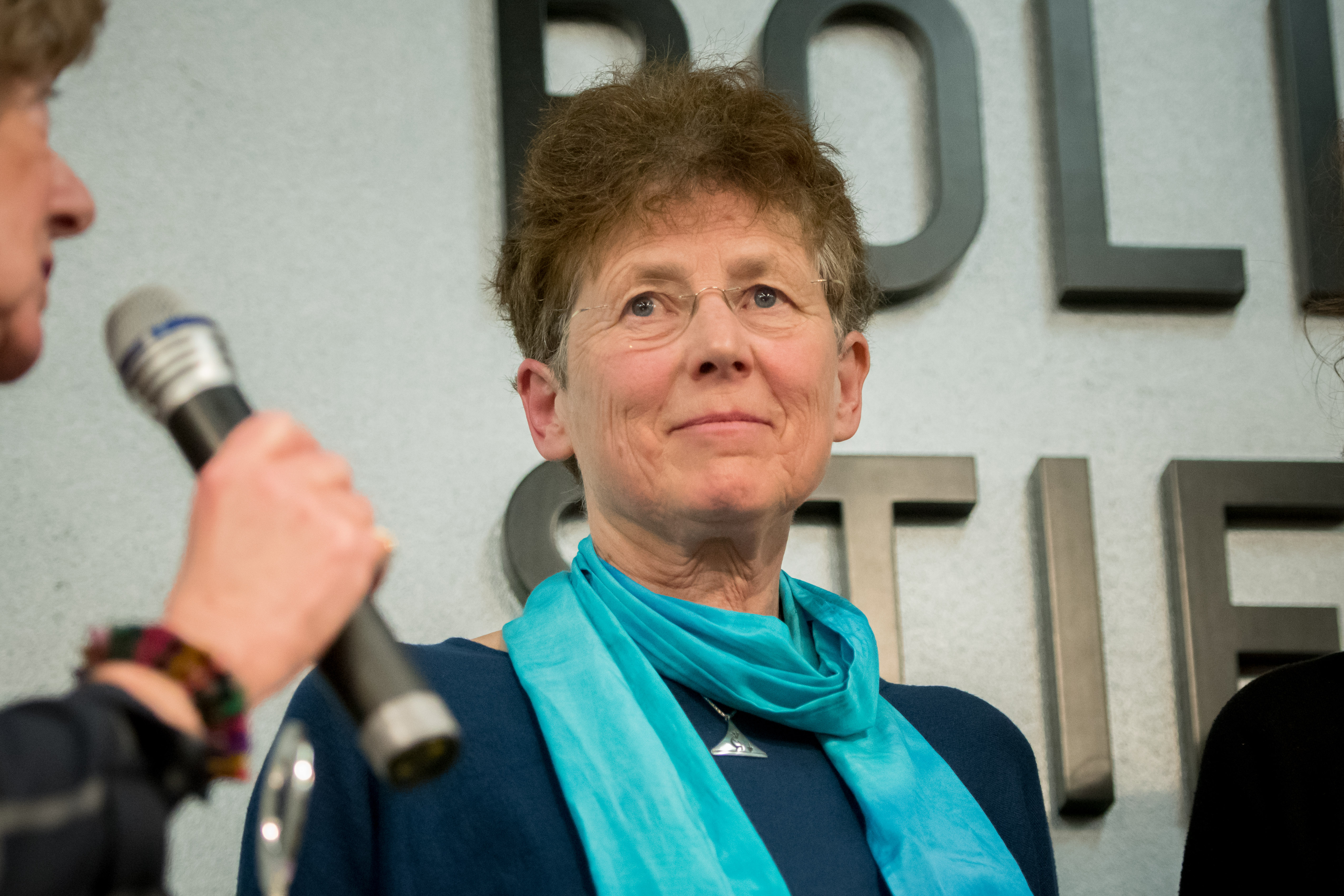
Kristina Hänel (* 1956)

- Hänel, Lars (* 1985), deutscher Skilangläufer, Trainer
- Hänel, Maria Erdmuthe Benigna (1714–1775), deutsche Schriftstellerin
- Hänel, Max Joachim (1929–2019), deutscher Ingenieur und Schriftsteller
- Hanel, Norbert (* 1958), deutscher Provinzialrömischer Archäologe
- Hänel, Ralph Waldemar (* 1935), deutscher Geophysiker und Hochschullehrer, Sachbuchautor (Geophysik)
- Hänel, Richard (* 1895), deutscher Politiker (NSDAP), Oberbürgermeister von Ansbach
- Hänel, Rüdiger (1958–2023), deutscher Hockeytrainer
- Hanel, Rudolf (* 1897), österreichischer Fußballspieler
- Hanel, Tom, US-amerikanischer Kommunalpolitiker
- Hanel, Ulf (* 1945), deutscher Diplomat
- Hänel, Ulrich (* 1957), deutscher Hockeyspieler
- Hanel, Valeska (* 1971), deutsche Schauspielerin
- Hanel, Walter (1930–2024), deutscher Karikaturist
- Hanel, Wolfgang (1930–1994), deutscher Fernsehmoderator und Journalist
- Hänel, Wolfram (* 1956), deutscher SchriftstellerWolfram Hänel (* 1956)

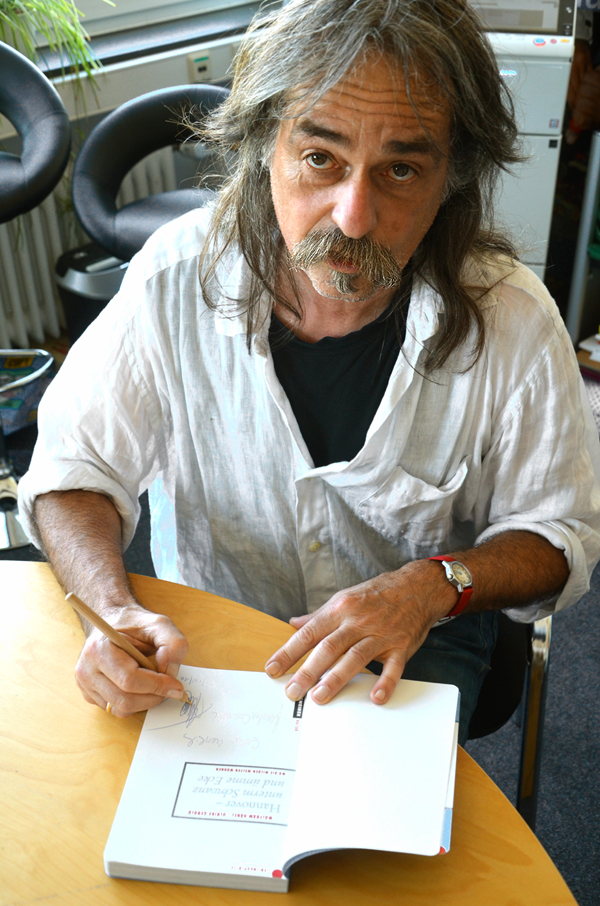
Wolfram Hänel (* 1956)

- Hänel-Faulhaber, Barbara, deutsche Pädagogin
- Hanel-Torsch, Elke (* 1981), österreichische Politikerin (SPÖ) und Abgeordnete zum Nationalrat
- Haneline, Kayla (* 1994), US-amerikanische Volleyballspielerin
- Hanell, Krister (1904–1970), schwedischer Althistoriker
- Hanell, Robert (1925–2009), deutscher Komponist und Dirigent
- Hanelt, Christian-Peter (* 1964), deutscher Politologe
- Hanelt, Dieter (* 1960), deutscher Biologe und Professor an der Universität Hamburg
- Hänelt, Håkon (* 2003), deutscher Eishockeyspieler

### Hanem
- Hanemann, Alfred (1872–1957), deutscher Jurist und Politiker (DNVP), MdR
- Hanemann, August (1840–1926), deutscher Architekt
- Hanemann, Julius (1858–1939), deutscher Pfarrer und Botaniker
- Hanemann, Ludwig (1907–1996), deutscher Zauberkünstler
- Hanemann, Michael (* 1945), deutscher Schauspieler
- Hanemann, Stefan (* 1996), deutscher Handballspieler

### Hanen
- Hanenberg, Jonas (* 1989), deutscher Volleyballspieler
- Hanenberger, Peter (* 1942), deutscher Manager
- Hanenfeldt, Louis von (1815–1888), preußischer Generalleutnant
- Hanenfeldt, Nikolaus Reinhard von (1723–1805), preußischer Generalleutnant sowie Ritter des Pour le Mérite
- Hanenna, Saleh Ould (* 1965), mauretanischer Militär und Politiker

### Haner
- Haner, Brian (* 1958), US-amerikanischer Gitarrist, Songwriter und Sänger
- Häner, David (* 1984), Schweizer Politiker (FDP)
- Haner, Georg (1672–1740), siebenbürgischer lutherischer Theologe und Kirchenhistoriker
- Haner, Gustav (1904–1991), deutscher Schauspieler
- Häner, Isabelle (* 1958), Schweizer Rechtswissenschafterin
- Häner, Johann Baptist (1818–1885), Schweizer Politiker
- Häner, Martin (* 1988), deutscher Hockeyspieler

### Hanes
- Hanes, Jake (* 1998), US-amerikanischer Volleyballspieler
- Hånes, Øivind (* 1960), norwegischer Musiker, Komponist, Produzent und Schriftsteller
- Hănescu, Victor (* 1981), rumänischer Tennisspieler
- Hanesse, Friedrich-Carl (1892–1975), deutscher General der Flieger im Zweiten Weltkrieg

### Hanet
- Haneta, Maki (* 1972), japanische Fußballspielerin
- Hanetzog, Eugen (1860–1921), deutscher Historien- und Genremaler sowie Illustrator

### Hanev
- Haneveer, Björn (* 1976), belgischer Snookerspieler und Billardkommentator
- Hanevold, Evelyn Lauvstad (* 1974), norwegische Biathletin
- Hanevold, Halvard (1969–2019), norwegischer BiathletHalvard Hanevold (1969–2019)

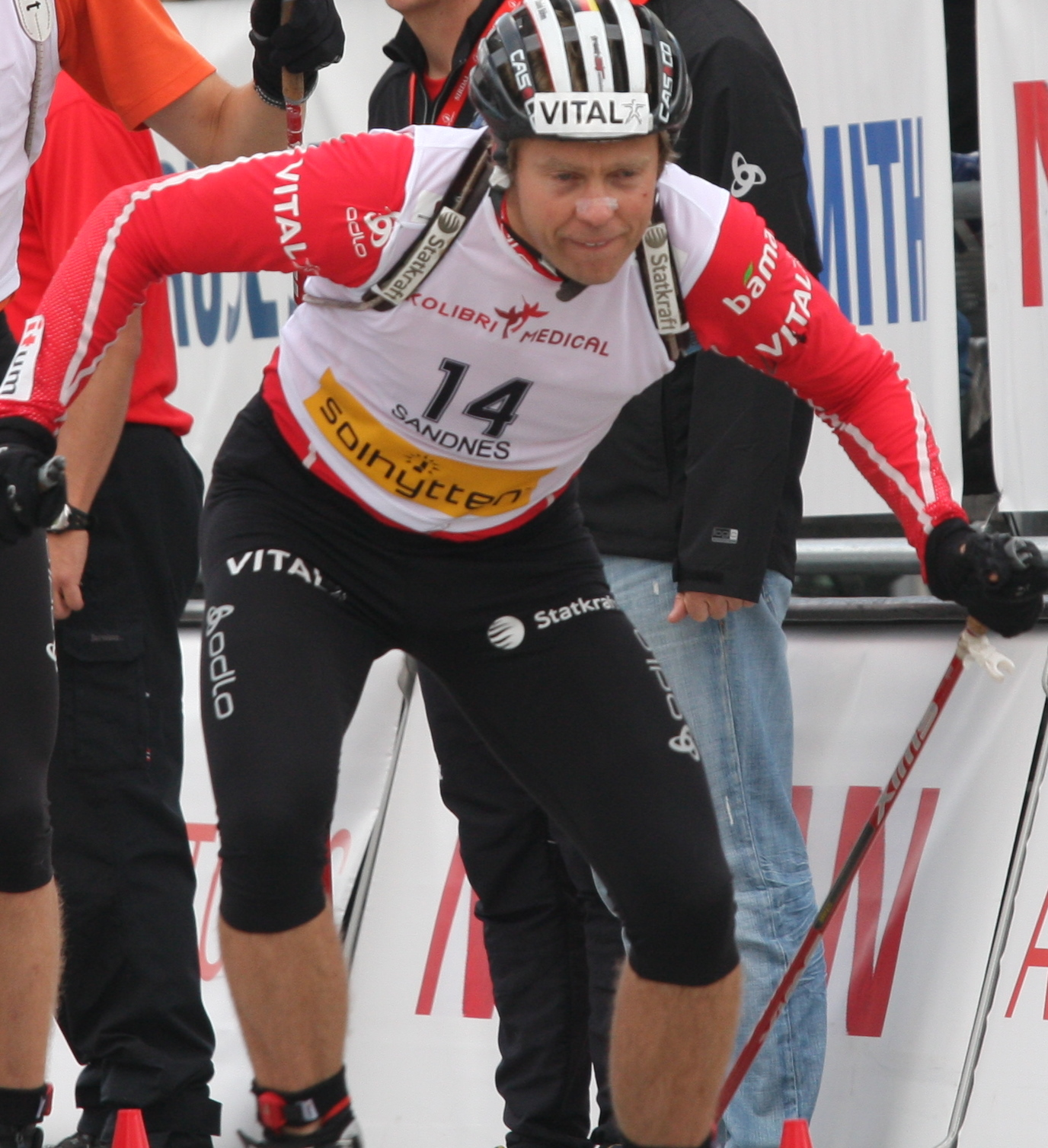
Halvard Hanevold (1969–2019)

### Hanew
- Hanewacker, Hermann (1845–1922), deutscher Fabrikant und Landtagsabgeordneter
- Hanewald, Roland (* 1942), deutscher Reiseautor und Journalist
- Hanewinkel, Inge (* 1968), deutsche Rechtswissenschaftlerin

### Haney
- Haney, Anne (1934–2001), US-amerikanische Schauspielerin
- Haney, Bob (1926–2004), US-amerikanischer Comicautor
- Haney, Cecil D. (* 1955), US-amerikanischer Admiral
- Haney, Daryl (* 1963), US-amerikanischer Schauspieler, Buch- und Drehbuchautor
- Haney, David (* 1955), US-amerikanischer Jazzmusiker und Komponist
- Haney, Devin (* 1998), US-amerikanischer Boxer
- Haney, Eric Lee (* 1952), US-amerikanischer Militär, Mitglied der Delta Force
- Haney, Kevin, Maskenbildner und Spezialeffektkünstler
- Haney, Lee (* 1959), US-amerikanischer BodybuilderLee Haney (* 1959)

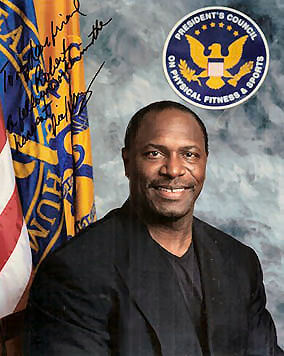
Lee Haney (* 1959)

- Haney, Sammi (* 2010), US-amerikanische Kinderdarstellerin
- Haney, Wolfgang (1924–2017), deutscher Sammler und Zeitzeuge des Holocaust
- Haney-Jardine, Perla (* 1997), US-amerikanische Schauspielerin
- Haneyoshi, Junko (* 1967), chinesische, später japanische Tischtennisspielerin